# Сен-Парду-ле-Вьё
Сен-Парду́-ле-Вьё (фр. Saint-Pardoux-le-Vieux, окс. Sent Pardos lo Viélh) — коммуна во Франции, находится в регионе Лимузен. Департамент — Коррез. Входит в состав кантона Юссель-Уэст. Округ коммуны — Юссель.
Код INSEE коммуны — 19233.
Коммуна расположена приблизительно в 370 км к югу от Парижа, в 85 км восточнее Лиможа, в 55 км к северо-востоку от Тюля.

## История
Во время Великой французской революции коммуна носила название Парду.

## Население
Население коммуны на 2008 год составляло 284 человека.
| 1962 | 1968 | 1975 | 1982 | 1990 | 1999 | 2008 |
| ---- | ---- | ---- | ---- | ---- | ---- | ---- |
| 228  | 229  | 208  | 218  | 185  | 239  | 284  |

## Администрация
| Период | Период | Фамилия            | Партия | Примечания |
| ------ | ------ | ------------------ | ------ | ---------- |
| 2001   | 2008   | Мари-Тереза Шаврош |        |            |
| 2008   |        | Филипп Рош         |        |            |

## Экономика
В 2007 году среди 174 человек в трудоспособном возрасте (15-64 лет) 135 были экономически активными, 39 — неактивными (показатель активности — 77,6 %, в 1999 году было 79,7 %). Из 135 активных работали 127 человек (64 мужчины и 63 женщины), безработных было 8 (4 мужчины и 4 женщины). Среди 39 неактивных 17 человек были учениками или студентами, 13 — пенсионерами, 9 были неактивными по другим причинам.

## Фотогалерея

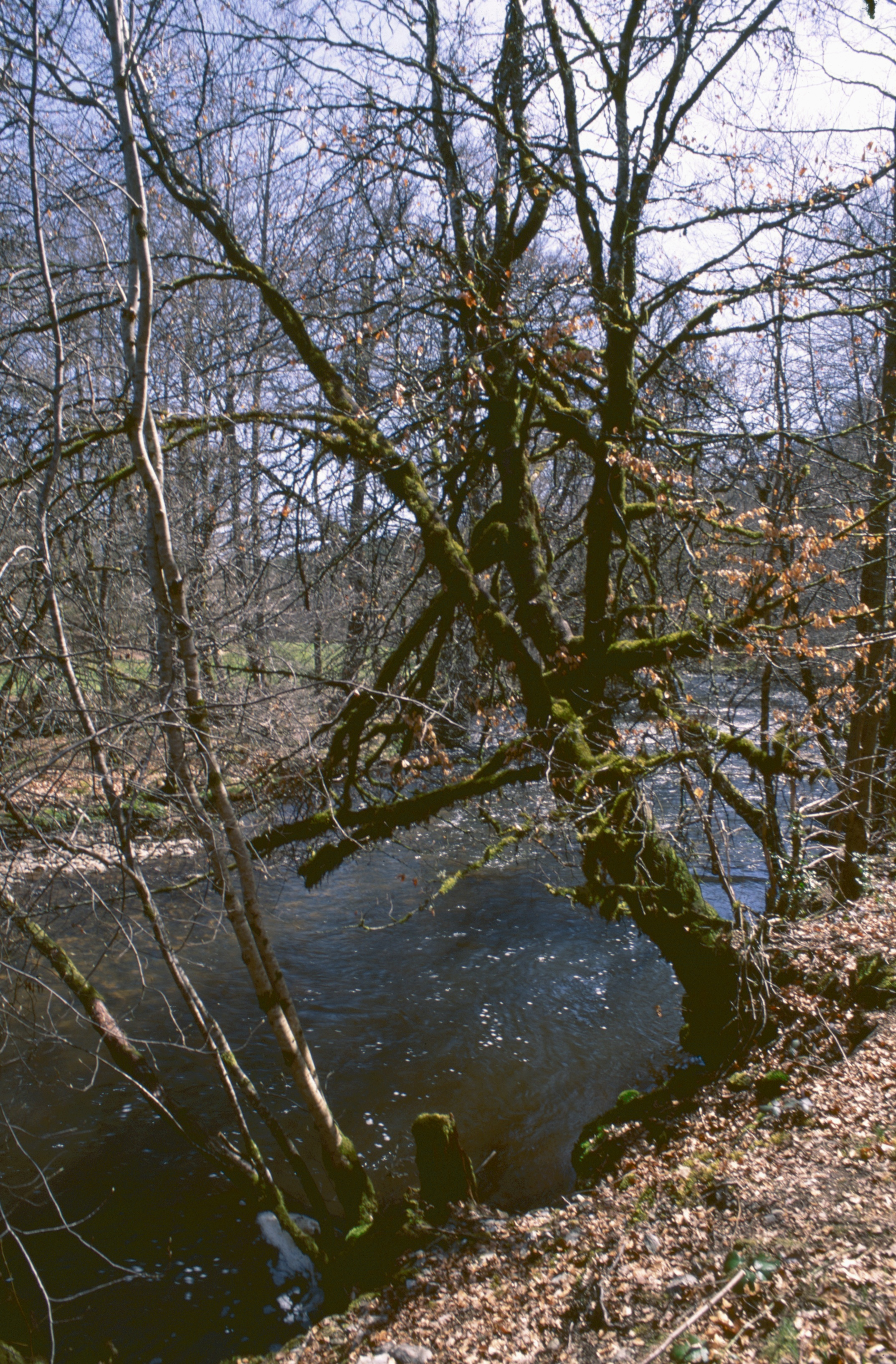
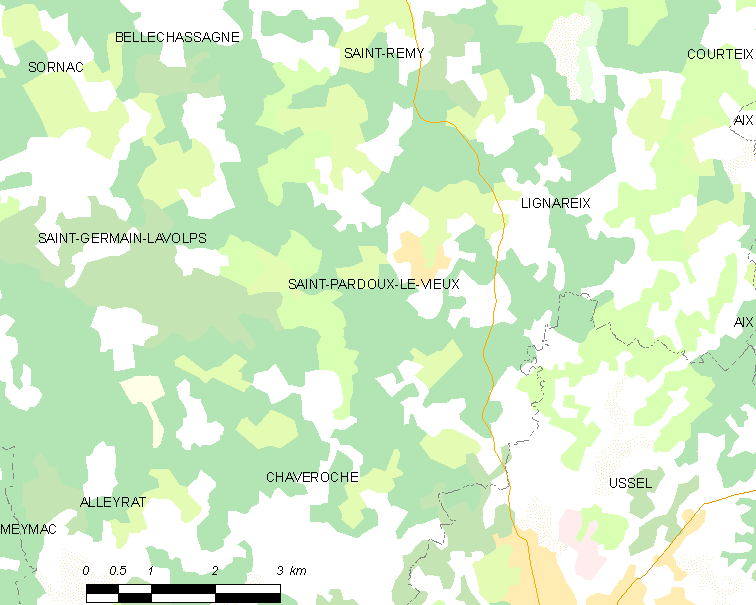
Карта коммуны